# مارک کابله
مارک کابله (انگلیسی: Marc Caballé؛ زادهٔ ۲۲ ژوئن ۱۹۹۱) بازیکن فوتبال اهل اسپانیا است.
از باشگاه‌هایی که در آن بازی کرده‌است می‌توان به باشگاه فوتبال لوگو و باشگاه فوتبال اسپانیول اشاره کرد.